# Szaknyér
Szaknyér est un village et une commune du comitat de Vas en Hongrie.